# Guido della Scala
Guido della Scala (... – Verona, 1275) è stato un vescovo cattolico italiano.

## Biografia
Era figlio naturale di Mastino I della Scala, signore di Verona. Fu eletto dal clero nel 1256 vescovo di Verona a succedere a Iacopo di Breganze, appoggiato anche da Ezzelino da Romano. Ma papa Alessandro IV nominò Gherardo Oasadoca (o Cossadoca), che venne però imprigionato a Brescia da Ezzelino. Il pontefice allora nominò Manfredo Roberti da Reggio Emilia, ma risultò sgradito al clero veronese, che non voleva perdere il diritto alla elezione. Alla morte di Roberti nel 1268 il collegio cardinalizio procedette alla elezione di Aleardino di Capo di Ponte, che resse la diocesi dal 1266 al 1274. Guido della Scala poté diventare vescovo solo nel 1274 e morì l'anno successivo.